# Brione sopra Minusio
Brione sopra Minusio (gekürzt Brione s/M) ist eine politische Gemeinde im Schweizer Kanton Tessin. Sie gehört zum Bezirk Locarno und zu dessen Kreis Navegna.

## Geographie
Die Gemeinde liegt oberhalb von Minusio am Berghang mit Blick auf den Lago Maggiore.

## Geschichte
Im Mittelalter bildete es mit Minusio eine einzige Gemeinde. Heute besitzt es noch einige Grundstücke gemeinsam mit Minusio und Mergoscia. 1479 wurde es eine selbständige Gemeinde, bildete jedoch schon 1397 einen Zehntenkreis mit den zwei vorgenannten Gemeinden und Contra. 1313 besass es schon seine Statuten.
Brione sopra Minusio bildet nach wie vor eine eigenständige Bürgergemeinde.

## Bevölkerung
Einwohnerzahlen: Volkszählungsdaten

## Wirtschaft
Traditionell lebten die Einwohner von der Landwirtschaft, wobei der Anbau von Wein, Obst, Getreide und Hanf sowie die Weidewirtschaft eine zentrale Rolle spielten. Die Nutzung der Weiderechte in der Magadinoebene war von grosser Bedeutung. Aufgrund der begrenzten landwirtschaftlichen Flächen waren viele Menschen jedoch gezwungen, schon früh auszuwandern. Diese geografische und wirtschaftliche Situation hatte einen signifikanten Einfluss auf die demografische Entwicklung der Region.
Heute hat sich Brione sopra Minusio zu einer Wohngemeinde entwickelt, in der der Dienstleistungssektor, insbesondere der Tourismus, eine wichtige Rolle spielt. Die attraktive Lage mit Blick auf den Lago Maggiore hat zur Entstehung zahlreicher Zweitwohnsitze geführt, was die wirtschaftliche Struktur der Gemeinde weiter diversifiziert hat.

## Sehenswürdigkeiten
- Pfarrkirche Santa Maria Lauretana[10]
- Wohnhaus la Madonnina mit Fresko Assunzione della Vergine[10]
- Wohnhaus Kalman, Architekt: Luigi Snozzi[10]
- Der deutsche Verleger Gerd Bucerius und seine Ehefrau errichteten im Ortsteil Tendrasca eine vom amerikanischen Architekten Richard Neutra geplante Villa[10]
- Alte Waschanlage[10]
- Zeichenstein, genannt Sass di cent cros, an der Grenze der Gemeinden Tenero-Contra und Mergoscia in Val Resa (300 m nach Viona)[11]
- Schalenstein im Ortsteil Viona (740 m ü. M.)[12]

## Bilder

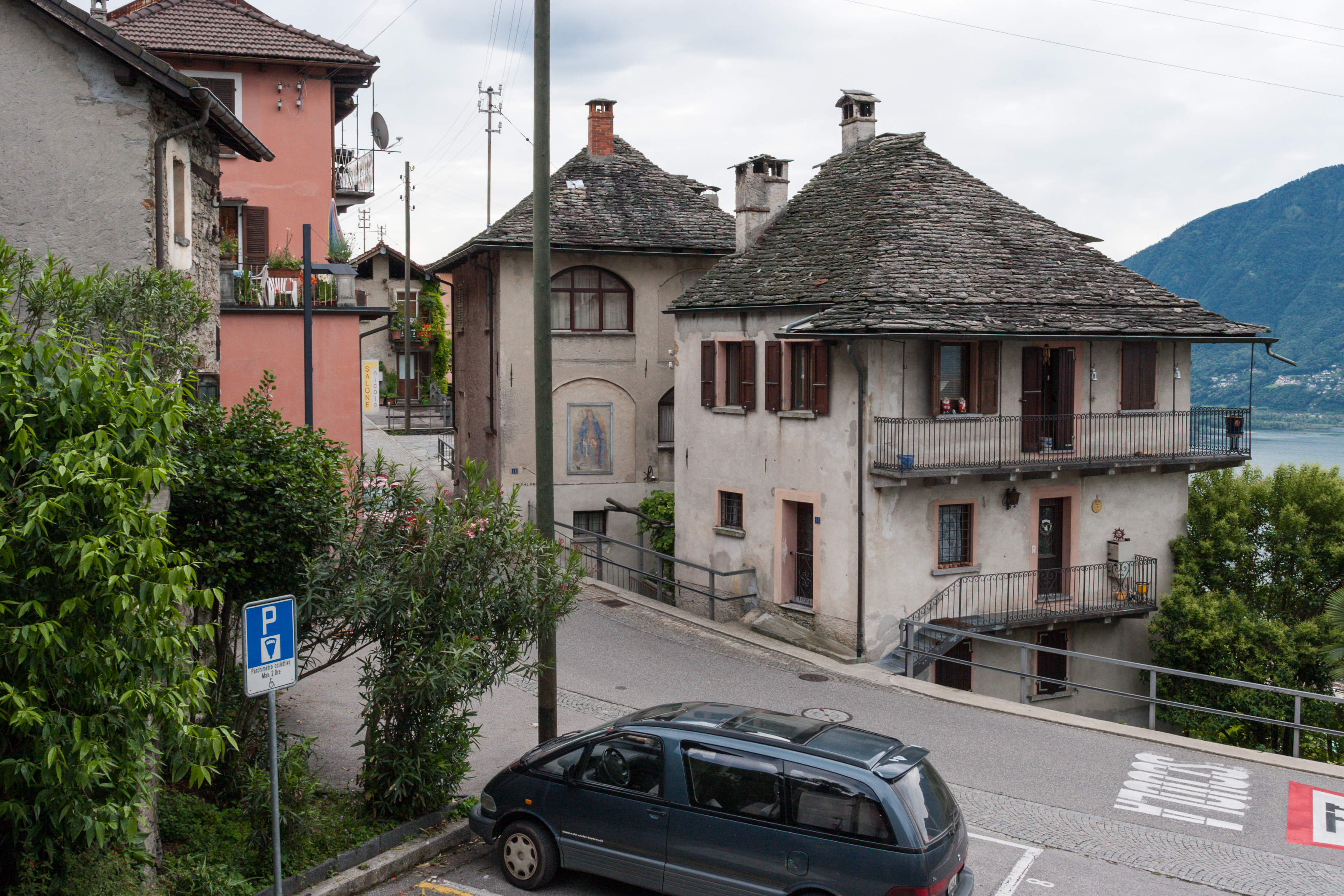
Häuser an der Via Contra
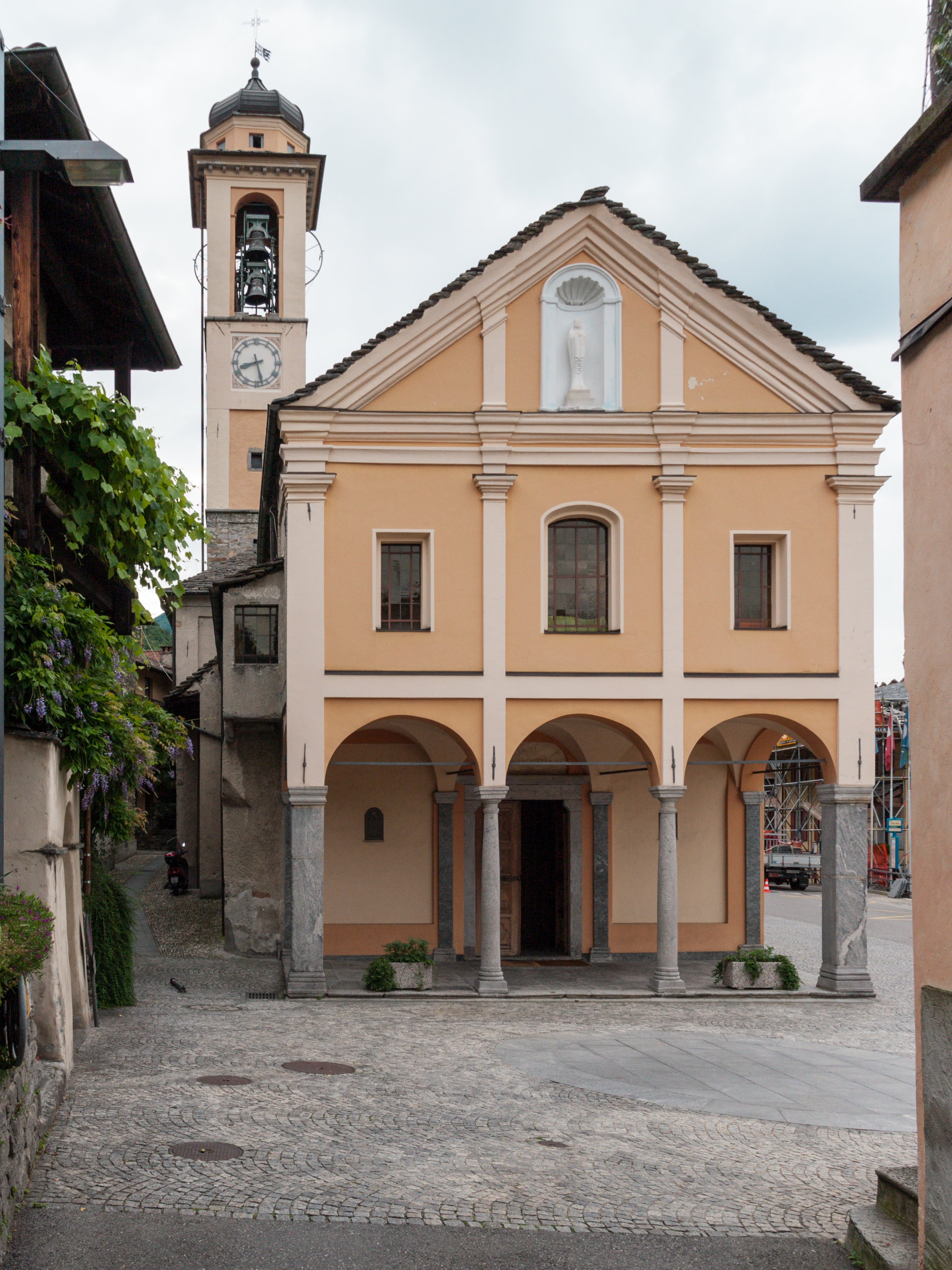
Chiesa Beata Vergine di Loreto
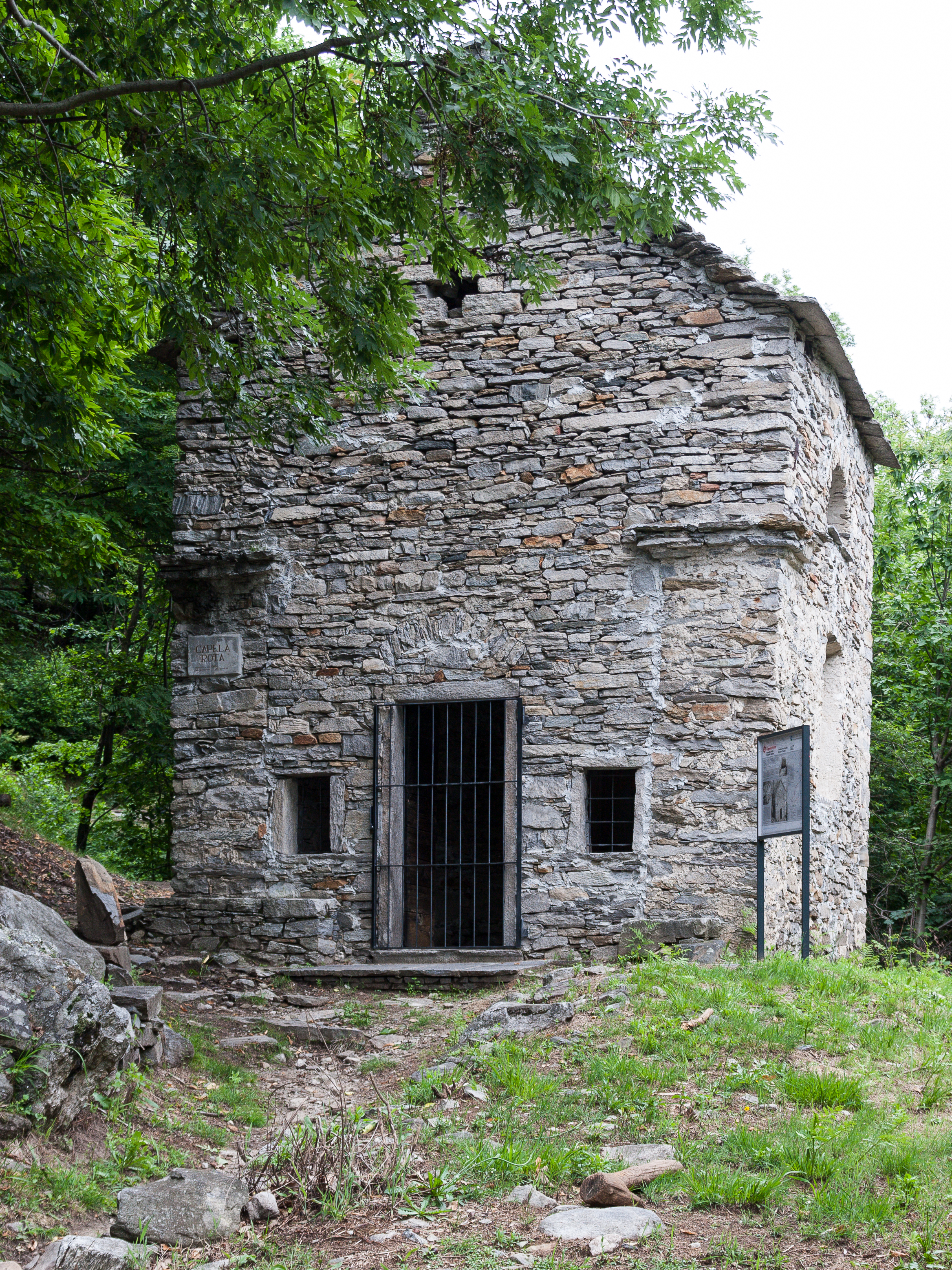
Cappella Rota
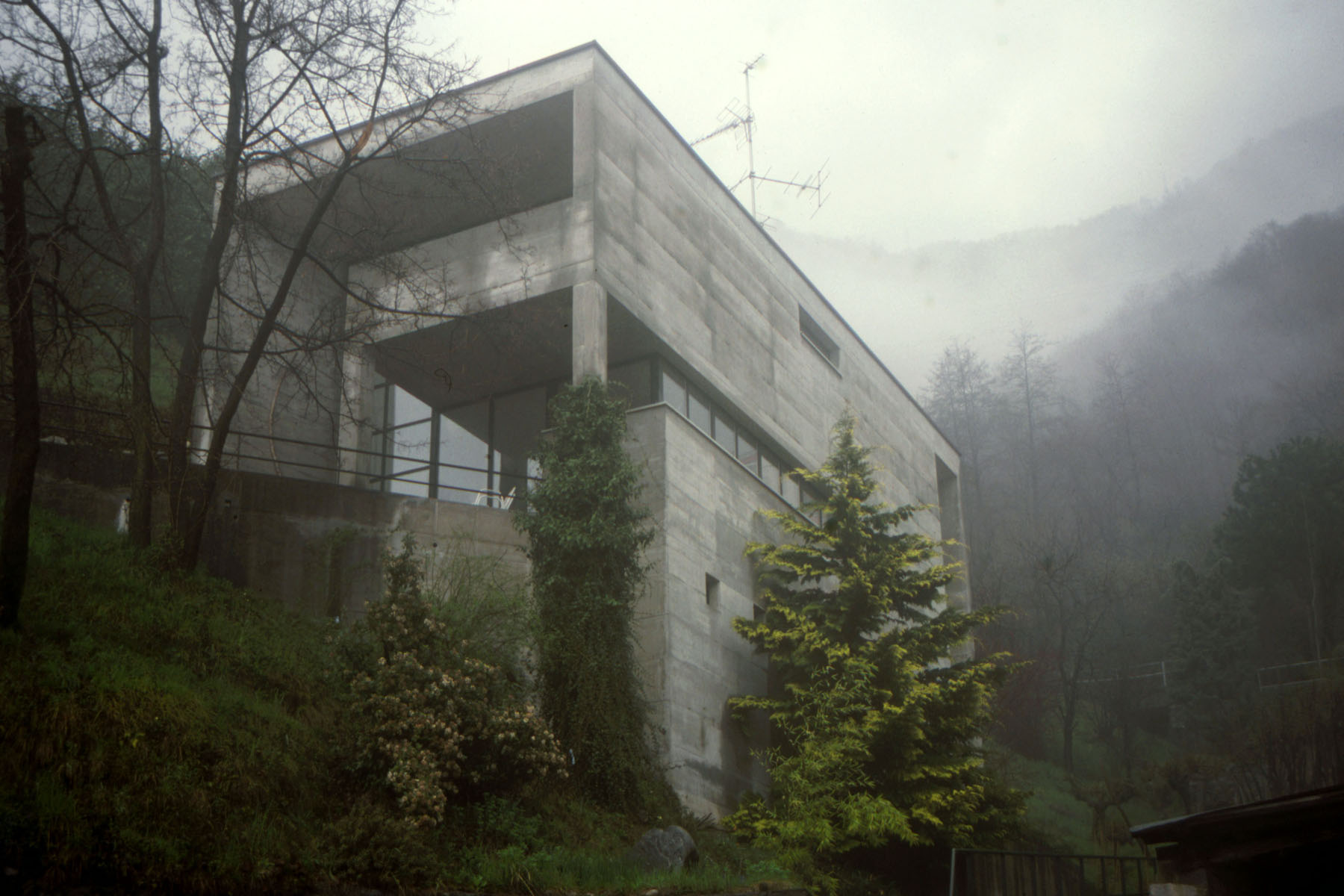
Architekt Luigi Snozzi: Wohnhaus Kalmann (1974–1976)
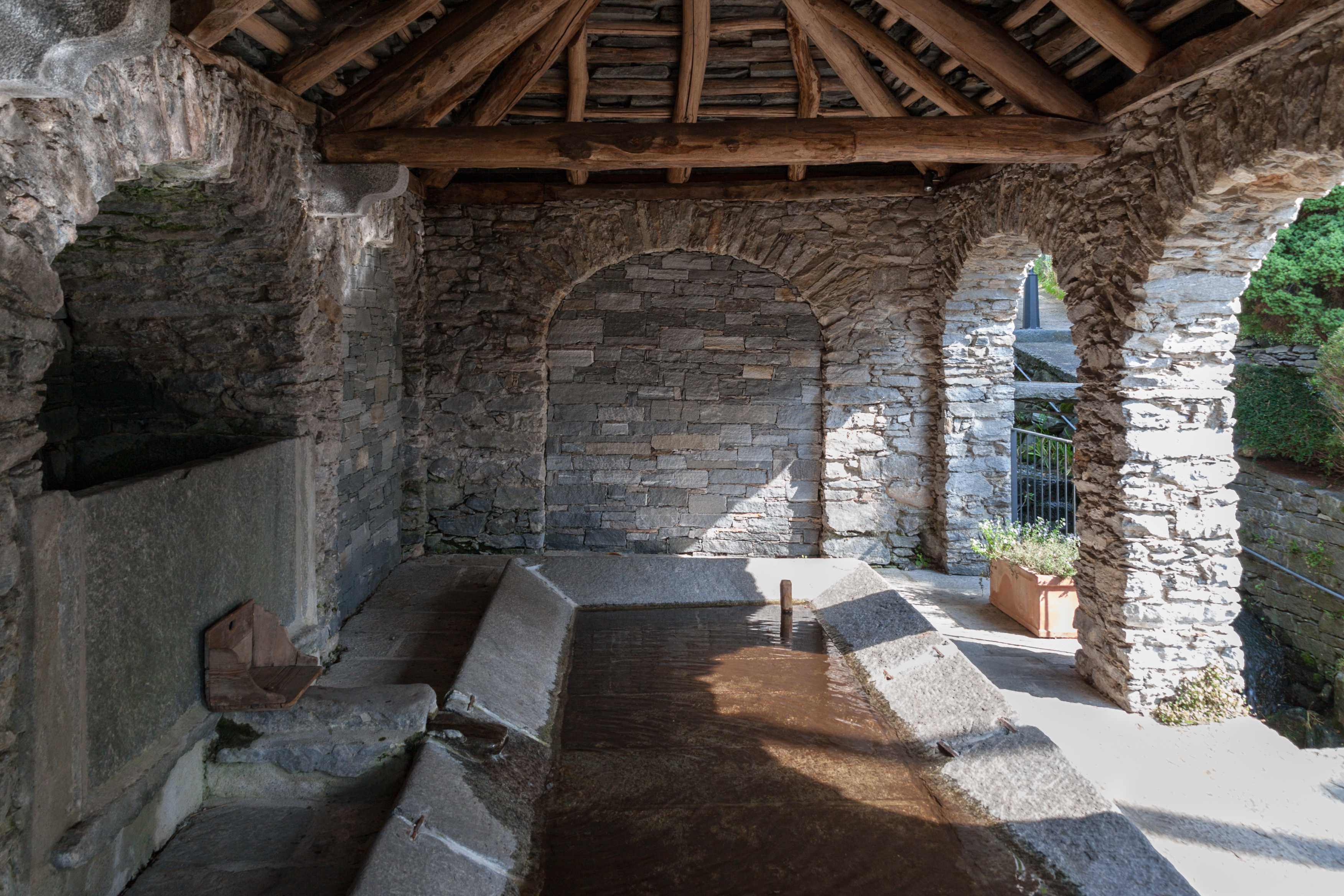
Historisches Waschhaus
Brione sopra Minusio. Historisches Luftbild von Werner Friedli (1953)
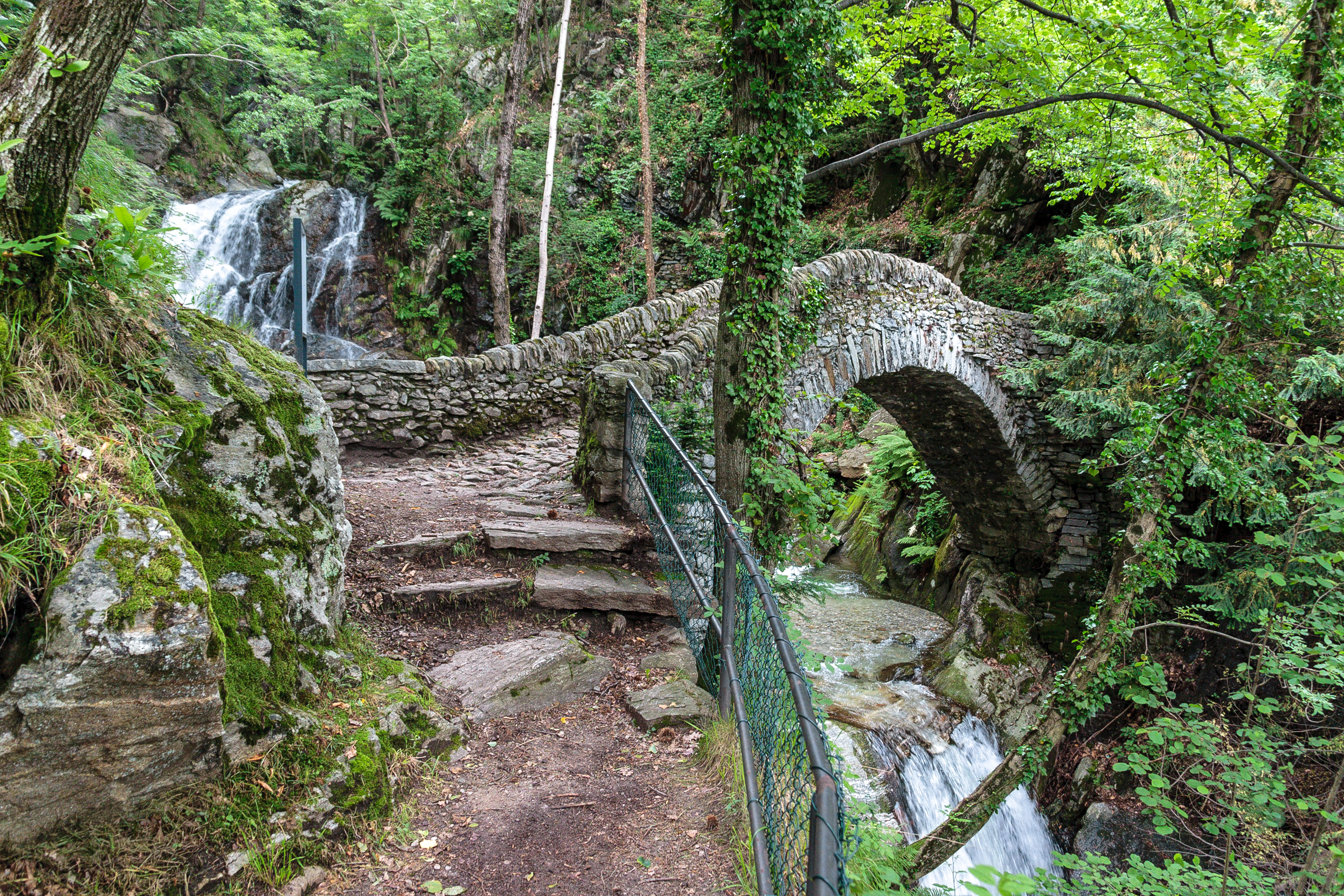
Pont del Sipp (Ponte romanico, A19303) über den Navegna

## Persönlichkeiten
- Antonio Giovanni Battista Padlina (* 6. November 1867 in Brione sopra Minusio; † 22. August 1958 in Locarno), Priester, Domherr und ehemaliger Administrator der Pfarrei Sant’Antonio in Locarno[13]
- Georg Curt Bauch (1887–1967), Bildnismaler und Bildhauer, Bildnisbüsten und Tierplastiken und Plakate
- Horst Lemke (1922–1985) war ein deutscher Illustrator und Grafiker.